# Рекурсивный акроним
Рекурси́вный акро́ним — акроним, который косвенно или напрямую ссылается на себя.

## История
Одним из самых ранних примеров является появившаяся в 1977 или 1978 году реализация редактора TECO под названием TINT (англ. «TINT Is Not TECO» — «TINT — это не TECO»). Сам термин «рекурсивный акроним» впервые появился в печати в 1979 году в книге Дугласа Хофштадтера «Гёдель, Эшер, Бах», в которой упоминается (и в дальнейшем тексте книги прямо обозначается как рекурсивный акроним) GOD, что означает GOD Over Djinn (в русском переводе соответственно «БОГ» и «БОГ, Одолевающий Гения»).

## Известные примеры
- ALT (англ. «ALT Linux Team» — «Команда ALT Linux»)
- AROS (англ. AROS Research Operating System — «Исследовательская операционная система AROS»)
- Gambas (англ. «Gambas Almost Means BASic» — «Gambas почти Basic»)
- GiNaC (англ. «GiNaC is Not a CAS» — «GiNac — это не CAS»)
- GNU (англ. «GNU’s Not UNIX» — «GNU — это не UNIX»)
- GPE (англ. «GPE Palmtop Environment)
- HCG (англ.  «HCG CONSULTING GROUP»)
- JACK (англ. «JACK Audio Connection Kit» — «Набор для соединения аудио Джэк»)
- LAME (англ. «LAME Ain't an MP3 Encoder» — «LAME — это не кодер mp3»)
- LiVES (англ. «LiVES is a Video Editing System» — «LiVES — система редактирования видео»)
- MEGA (англ. «MEGA Encrypted Global Access — «Зашифрованный глобальный доступ MEGA»)
- NAGIOS (англ. «NAGIOS Ain't Gonna Insist On Sainthood» — «Nagios не собирается настаивать на святости»)
- Miyagi (англ. «Miyagi Is Yet Another Graphical user Interface» — «Miyagi — ещё один GUI»)
- PHP (англ. «PHP: Hypertext Preprocessor» — «PHP: препроцессор гипертекста»)[2]
- PINE (англ. «PINE Is Not Elm» — «Pine — это не Elm»)
- PIPS (англ. «PIPS Is POSIX on Symbian») — «Портируемый интерфейс Операционной Системы (POSIX) для Symbian»)
- PNG (англ. «PNG’s Not GIF» — «PNG — не GIF» (неофициальное название).
- RPM (англ. «RPM Package Manager» — «Менеджер пакетов RPM»)
- SPARQL (англ. «SPARQL Protocol and RDF Query Language")
- XNA (англ. «XNA's Not Acronymed» — «XNA — не акронимируется»)
- YAML (англ. «YAML Ain't Markup Language» — «YAML — не язык разметки»)
- VES (англ. «VES Electric Spain»)
- VISA (англ. «Visa International Service Association»).
- WINE (англ. «WINE Is Not Emulator» — «WINE — это не эмулятор»)
- Zinf (англ. «Zinf Is Not FreeAmp» — «Zinf — это не FreeAmp»)

### На шведском языке
- SAAB — SAAB Automobil AktieBolaget (первоначально расшифровывалось как Svenska Aeroplan AktieBolaget)

## Косвенная рекурсия
Существует также акроним, содержащий косвенную рекурсию: Hurd. Hurd — это англ. «Hird of Unix-Replacing Daemons» — «Hird демонов, заменяющих Unix». А Hird, в свою очередь, расшифровывается так: англ. «Hurd of Interfaces Representing Depth» — «Hurd интерфейсов, представляющих глубину».

## Алгоритм построения
«Чистый» рекурсивный акроним конструируется по простому алгоритму:
1. Придумывается акроним для продукта, например: СЭ — «свободная энциклопедия».
2. Добавляется в начале любая буква, например «В», получаем «ВСЭ».
3. Представляется весь акроним как одна целая часть, то есть «ВСЭ — свободная энциклопедия».